# 共戴
共戴，是1911年蒙古国八世哲布尊丹巴活佛宣布独立时所采用的年号，对外行用时间自1911年12月29日（宣統三年農曆11月10日）至1915年6月9日（然而在《中俄蒙协约》生效后仍在蒙古政府内部使用），以及1921年2月21日至1924年11月26日。
1911年12月1日，大蒙古国在俄罗斯帝国支持下宣布独立，12月29日，以八世哲布尊丹巴为大蒙古国皇帝，开始使用独立年号，驱逐清朝驻当地官员。1912年11月25日，中华民国袁世凯政府外长陆徵祥声明“外蒙古领土主权完全属于中华民国”，并与俄国外交代表在北京谈判。1913年，中国发生二次革命，袁世凯政府无力北顾，遂于1913年与俄国签订《中俄声明文件》，在文件中双方“承认外蒙古为中国领土之一部分，中国政府为自治蒙古的宗主”，并约定中俄蒙三方将于蒙古境内举行谈判以解决蒙古最终地位。這是對俄國最有益的，因為如蒙古真正獨立，就會與外國建交，不再是俄國勢力範圍，因此不及在中國的自治下控制那麼有利；加上內有革命問題，外有可能受干涉，因此同意和談。
1915年6月7日，三方在恰克图签订《中俄蒙协约》，根据该协约，蒙古取消独立，并于6月9日对外停用共戴年号，保留内部使用。1921年，白俄恩琴击败占据库伦的北洋军，蒙古国恢复独立，後苏联红军以追击反政府武装为名进入蒙古，并驱逐中国残余军队，援助蒙古人民革命（博克多汗先是革委會主席，後是立憲君主），共产主义者建立的君主立宪政府继续使用共戴年号。1924年5月20日，八世哲布尊丹巴去世。6月13日，执政的蒙古人民革命党宣布哲布尊丹巴不再转世，也不再使用共戴年号，11月26日，改国号为“蒙古人民共和国”。

## 紀年對照表
| 共戴 | 元年   | 2年    | 3年    | 4年    | 5年    | －     | －     | －     | －     | －     |
| ---- | ------ | ------ | ------ | ------ | ------ | ------ | ------ | ------ | ------ | ------ |
| 西元 | 1911年 | 1912年 | 1913年 | 1914年 | 1915年 | 1916年 | 1917年 | 1918年 | 1919年 | 1920年 |
| 干支 | 辛亥   | 壬子   | 癸丑   | 甲寅   | 乙卯   | 丙辰   | 丁巳   | 戊午   | 己未   | 庚申   |
| 共戴 | 11年   | 12年   | 13年   | 14年   |        |        |        |        |        |        |
| 西元 | 1921年 | 1922年 | 1923年 | 1924年 |        |        |        |        |        |        |
| 干支 | 辛酉   | 壬戌   | 癸亥   | 甲子   |        |        |        |        |        |        |

## 同期存在的其他政權年號
- 中國
  - 宣統（1909年－1911年）：清朝－清遜帝溥儀之年號
  - 中華民國（1912年1月1日－今）：中華民國之紀年
  - 洪憲（1916年）：中華帝國－袁世凱之年號
  - 宣統（1916年－1917年）：呂光尊奉清朝之年號
  - 通治（1917年）：察都·若巴之年號
  - 和興（1921年）：聶真娃之年號
- 越南
  - 維新（1907年－1916年）：阮朝－阮福晃之年號
  - 啟定（1916年－1925年）：阮朝－阮弘宗阮福晃之年號
- 日本
  - 明治（1868年－1912年）：明治天皇之年號
  - 大正（1912年－1926年）：大正天皇之年號

## 参看
- 中国年号索引
- 蒙古年号列表